# 007:The World Is Not Enough (videojuego de PlayStation)
El Mundo Nunca es Suficiente o The World Is Not Enough es un videojuego de disparos en primera persona desarrollado por Black Ops Entertainment y basado en la película de James Bond de 1999 del mismo nombre. Fue publicado por Electronic Arts (EA) y lanzado para PlayStation el 7 de noviembre de 2000, poco después de su lanzamiento en la consola Nintendo 64. El Mundo Nunca es Suficiente es el sucesor del título de Black Ops Entertainment de 1999, Tomorrow Never Dies, y utiliza una versión mejorada de su motor. El juego recibió críticas mixtas de los críticos, que criticaron su corta duración y la falta de modo multijugador.

## Jugabilidad
El Mundo Nunca es Suficiente es un videojuego de disparos en primera persona basado en la película de James Bond de 1999, del mismo nombre, de MGM. Los jugadores asumen el papel de James Bond y avanzan a través de 11 misiones. Cada misión implica completar diversos objetivos y enfrentar a enemigos controlados por la IA. Las tareas incluyen rescatar rehenes, destruir vehículos y recolectar objetos clave. Algunos desafíos requieren el uso de dispositivos de espionaje avanzados; por ejemplo, la ganzúa escondida en una tarjeta de crédito ayuda a abrir puertas y la microcámara se usa para capturar evidencia fotográfica. Cabe destacar que una misión no es de combate y consiste en jugar al blackjack en un casino, donde el jugador debe ganar constantemente para avanzar.
Como juego de disparos en primera persona, el juego ofrece combate en tiempo real desde la perspectiva del protagonista. Los jugadores tienen acceso a diversas armas, como subfusiles, escopetas, una pistola tranquilizante, un rifle de francotirador y un lanzacohetes. Cada arma requiere recarga tras un número determinado de disparos. La salud del jugador disminuye al recibir daño de los enemigos, pero se pueden encontrar potenciadores de armadura pesada y ligera para absorber parte de ese daño. Sin embargo, estas armaduras no protegen contra peligros como caídas extremas o radiación. Además, el juego incluye varias escenas cinemáticas extraídas directamente de la película.

## Desarrollo y lanzamiento
El Mundo Nunca es Suficiente fue desarrollado por Black Ops Entertainment y publicado por Electronic Arts como sucesor del juego de 1999 Tomorrow Never Dies. Se ejecuta en una versión mejorada del motor de juego de Tomorrow Never Dies, con un cambio clave: la transición de la perspectiva en tercera persona a la perspectiva en primera persona. Según el productor Joel Wade, este cambio buscaba crear una experiencia más inmersiva e intensa para los jugadores. Para complementar esta nueva perspectiva, los desarrolladores introdujeron nuevas animaciones, eventos con guiones y efectos de sonido. Además, Black Ops añadió personajes originales a lo largo de las misiones para mejorar la experiencia de juego en general.
El equipo de desarrollo mejoró el sistema de apuntado y revisó el motor de renderizado para ampliar las distancias de dibujado sin comprometer la tasa de fotogramas. Cada enemigo del juego cobró vida mediante captura de movimiento, con más de 30 animaciones únicas por personaje. Para lograrlo, se contrató al doble de acción de Keanu Reeves en The Matrix, quien contribuyó a un total de más de 300 animaciones en el juego. Aunque inicialmente se consideró un modo multijugador, finalmente se descartó para evitar desviar tiempo y recursos de la experiencia principal para un jugador. El Mundo Nunca es Suficiente se lanzó para PlayStation el 7 de noviembre de 2000, poco después de la versión para Nintendo 64. El juego se desarrolló durante 17 meses y vendió casi 1,5 millones de copias en todo el mundo. En el Reino Unido, obtuvo un premio de ventas "Oro" de la Entertainment and Leisure Software Publishers Association, que reconoce las ventas de al menos 200.000 unidades.

## Recepción
El Mundo Nunca es Suficiente recibió una recepción mixta por parte de la crítica. Mientras que muchos lo vieron como un avance respecto a Tomorrow Never Dies, otros creyeron que no estaba a la altura de la versión de Nintendo 64. Douglass C. Perry de IGN lo describió como "un shooter corto y rudimentario" que se basaba principalmente en sus dispositivos y en la fuerza de la licencia de James Bond. Samuel Bass de Daily Radar señaló que "tiene un éxito razonable" como juego de acción ligero basado en películas. Mientras tanto, Shane Satterfield de GameSpot comentó que, si bien no es la respuesta de PlayStation a GoldenEye, puede servir como una buena distracción para los fanáticos de los shooters sigilosos que ya han jugado títulos como Medal of Honor o Metal Gear Solid.